# Golitsyno
Golitsyno (en russe : Голицыно) est une ville de l'oblast de Moscou, en Russie, dans le raïon Odninski. Sa population s'élevait à 22 861 habitants en 2024.

## Géographie
Golitsyno est située à 41 km à l'ouest de Moscou.

## Histoire
Golitsyno a été fondé en 1872. Elle accéda au statut de commune urbaine en 1962 et à celui de ville en 2004. Dans la ville se trouve une gare de chemin de fer sur la ligne Moscou – Minsk.

## Population
Recensements (*) ou estimations de la population
| 1926* | 1959*  | 1970*  | 1979*  | 1989*  |
| ----- | ------ | ------ | ------ | ------ |
| 1 500 | 11 503 | 12 638 | 21 319 | 23 315 |

| 2002*  | 2010*  | 2012   | 2013   | 2014   |
| ------ | ------ | ------ | ------ | ------ |
| 16 189 | 17 593 | 17 444 | 17 486 | 17 361 |